# پاله دلتوتا
پاله دلتوتا (به لاتین: Palle Deltota) یک منطقهٔ مسکونی در سری‌لانکا است که در استان مرکزی (سری‌لانکا) واقع شده‌است.